# (100277) 1994 XB5
(100277) 1994 XB5 es un asteroide perteneciente al cinturón de asteroides, descubierto el 2 de diciembre de 1994 por Petr Pravec desde el Observatorio de Ondřejov, Ondřejov, República Checa.

## Designación y nombre
Designado provisionalmente como 1994 XB5.

## Características orbitales
1994 XB5 está situado a una distancia media del Sol de 2,466 ua, pudiendo alejarse hasta 2,958 ua y acercarse hasta 1,974 ua. Su excentricidad es 0,199 y la inclinación orbital 8,817 grados. Emplea 1414 días en completar una órbita alrededor del Sol.

## Características físicas
La magnitud absoluta de 1994 XB5 es 16. Tiene 3,624 km de diámetro y su albedo se estima en 0,059.